# Histoire du Laos

Le Laos.

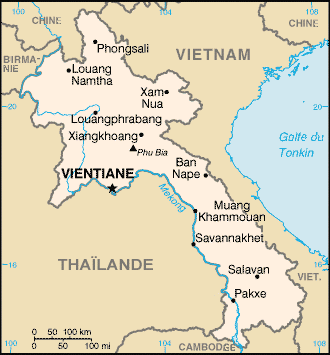
Laos au présent

Cet article présente un résumé de l'histoire du Laos, un pays enclavé d'Asie du Sud-Est, entouré par le Myanmar (Birmanie), la Thaïlande, le Cambodge, le Viêt Nam et la république populaire de Chine : 237 955 km2 et 7 447 396 habitants en 2020 (Laotiennes et Laotiens, très majoritairement d'ethnie Lao. La diaspora laotienne est estimée à 800 000 personnes.
La population du pays semble avoir été longtemps d'environ 1/2 million d'habitants, puis1 vers 1870, 2 vers 1955, 3 vers 1975, 5 vers 1995.

## Préhistoire du Laos
Des fouilles dans la région de Luang Prabang effectuées par le géologue Fromaget, ont permis d'exhumer des restes d'hominiens, analogues au sinanthrope (Homme de Pékin, entre 0,4 et 0,8 million d'années), attestant que le pays lao est habité par l'homme depuis les temps les plus reculés. On a retrouvé également des objets de l'époque mésolithique et néolithique.
Le pays lao a sans doute toujours été un lieu de transit pour nombre de populations de diverses origines.
Voici 5 000 ans (3 000 av. J.-C.), des populations des collines et des piémonts du sud de la sphère culturelle chinoise entament un mouvement de migration vers le sud. Ces populations sont les ancêtres des peuples de langues khmuiques et langues viétiques (langues austroasiatiques) que sont les Môns et leurs cousins les Khmers.
À une époque plus récente, peut-être vers 500 av. J.-C., sont édifiés dans la région de Xieng Khouang des mégalithes qui prennent la forme de jarres géantes, de menhirs ou de cromlech. Les jarres contiennent des ossements incinérés, des objets en bronze et en fer. Plus tard, on appellera cette région la plaine des Jarres. Il existe également un important site mégalithique à Hintang, dans la province de Houaphan.
Ces diverses populations sont les ancêtres de ceux que l'on appelle maintenant les Lao Theung et autrefois, les Kha (« sauvages », « esclaves »). Ils sont établis dans l’est, le sud-est et le sud du pays. Ils y ont été refoulés, au cours des âges, par de nouvelles migrations.

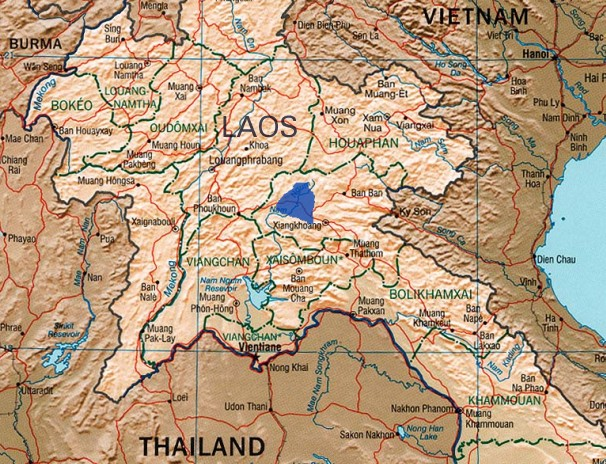
Plaine des Jarres
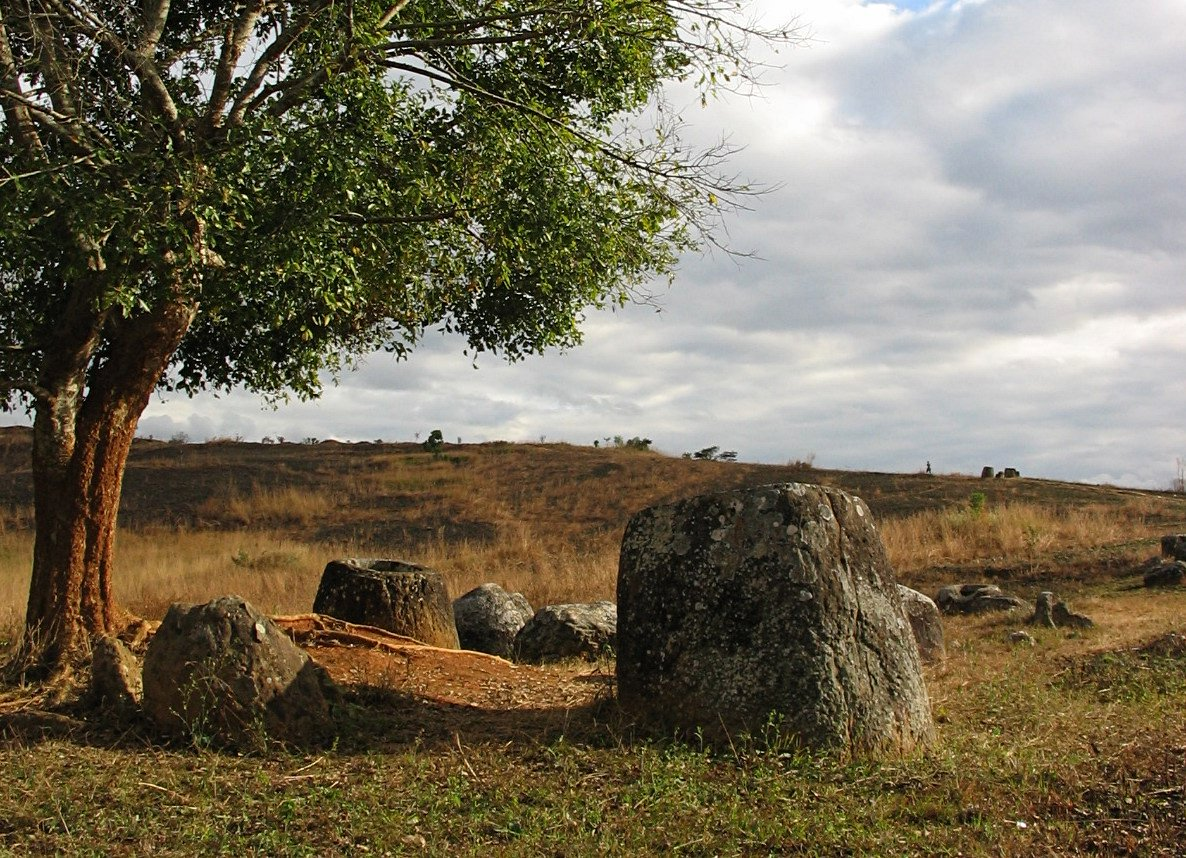
Plaine des Jarres
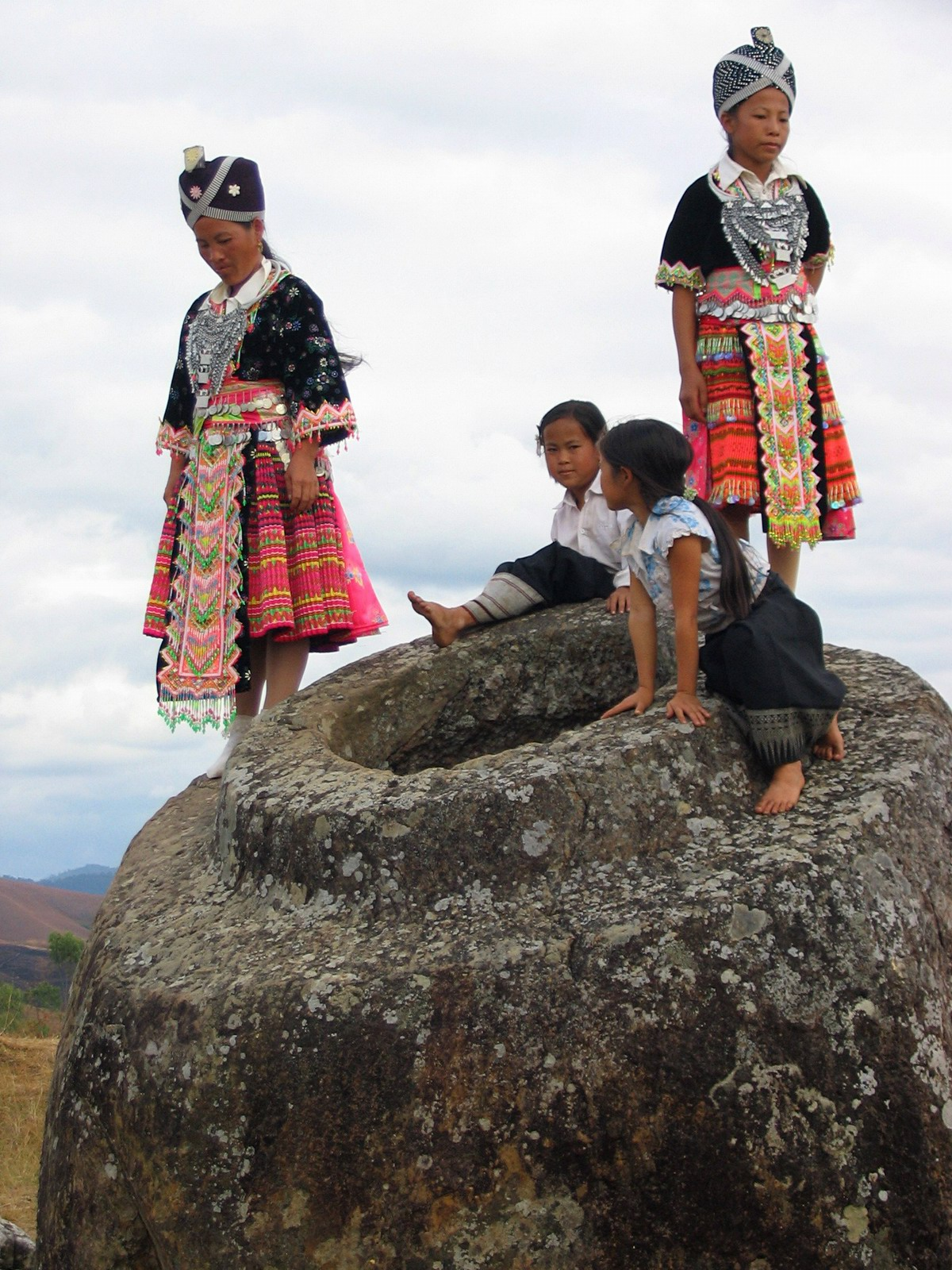
Femmes Hmong sur une jarre
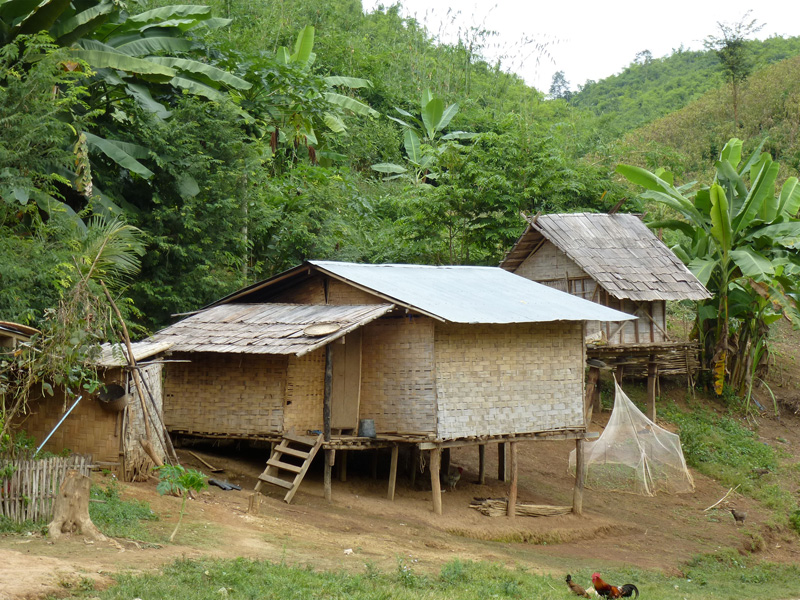
Habitat Khmu
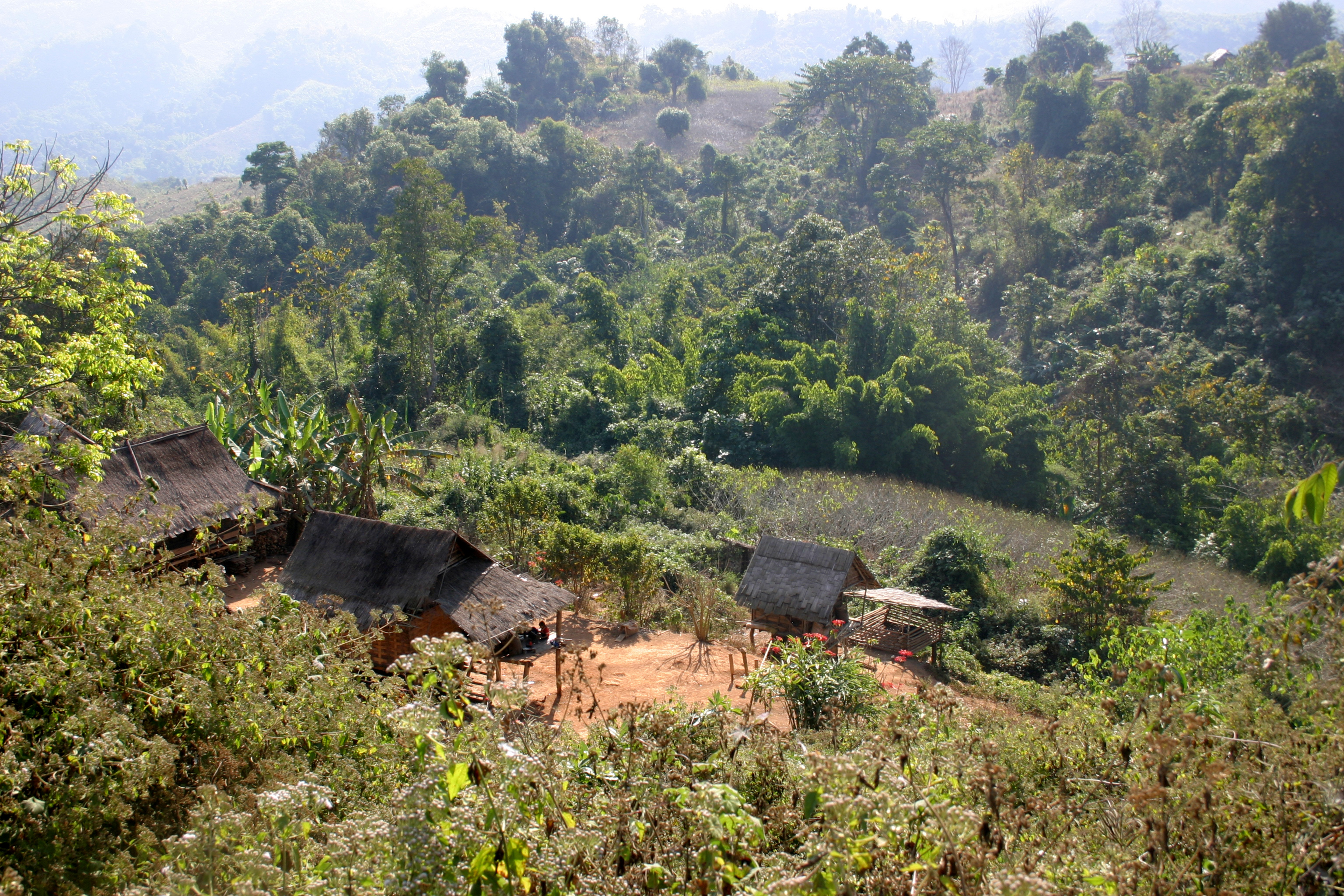
Ferme Khmu

- Sites archéologiques au Laos (en), Grotte de Tam Pa Ling, Ban Pako (en), Tham An Mah (en)
- Hoabinhien, industrie lithique de l'Holocène au Viêt Nam
- Humains archaïques en Asie du Sud-Est (en)
- Peuplement de la Thaïlande (en)
- Khmu (peuple) (en) (ou Khamu, 0,8 million d'individus), langues khmuiques, peuples khmuiques (en), Lao Theung (dits Kha)
- Peuple Nyaw (en) (ou Yaw)
- Liste de groupes ethniques au Laos (en)

## Le pays Lao avant 1350c
Dans les premiers siècles de l'ère chrétienne, le sud du pays est occupé par des Chams ou habitants du Champa, royaume hindouiste du centre du Viêt Nam. Les Chams sont ensuite évincés par les Khmers. Aux alentours de l'an 900, le royaume de Yasovarman Ier n'englobe que le sud du Laos, alors que deux siècles plus tard, le royaume de Jayavarman VII s'étend jusqu'à la région de Vientiane. Tant les Chams que les Khmers sont indianisés, et par conséquent perméable au bouddhisme qui se répand dans la péninsule indochinoise à partir du VIIe siècle.
On date habituellement l'irruption des populations thaies (ou t'ai) dans le Laos actuel à partir du XIe siècle. Organisés en chefferies, combatifs et conquérants, sans doute poussés par l'expansion chinoise, les T'ai s'infiltrent par Diên Biên Phu et les vallées de la Nam Ou et de la Nam Song (en). Au contact de la civilisation khmère, ils se convertissent graduellement au bouddhisme et, par la suite, imposent dans les régions où ils s'établissent leur langue et leur culture. Les Lao représentent un rameau particulier de la branche T'ai. Ce sont eux qui occupent le Laos actuel et le nord de la Thaïlande actuelle. Une inscription siamoise de 1292 atteste l'existence d'un royaume lao autour de Luang Prabang.

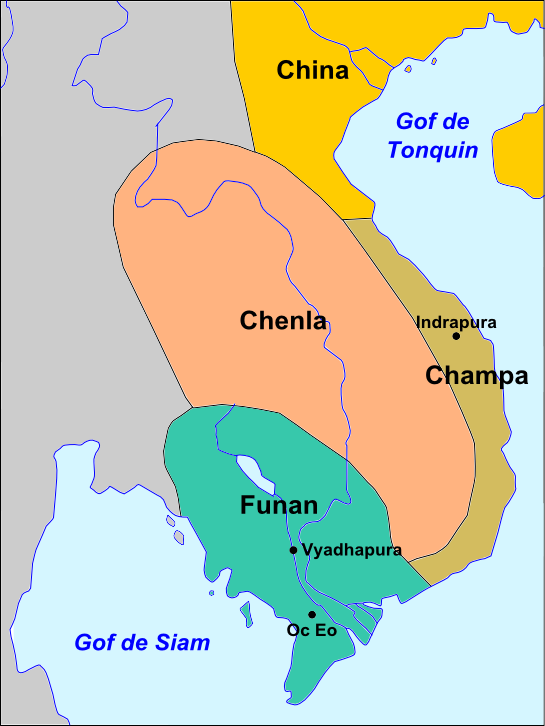
Péninsule indochinoise vers 450
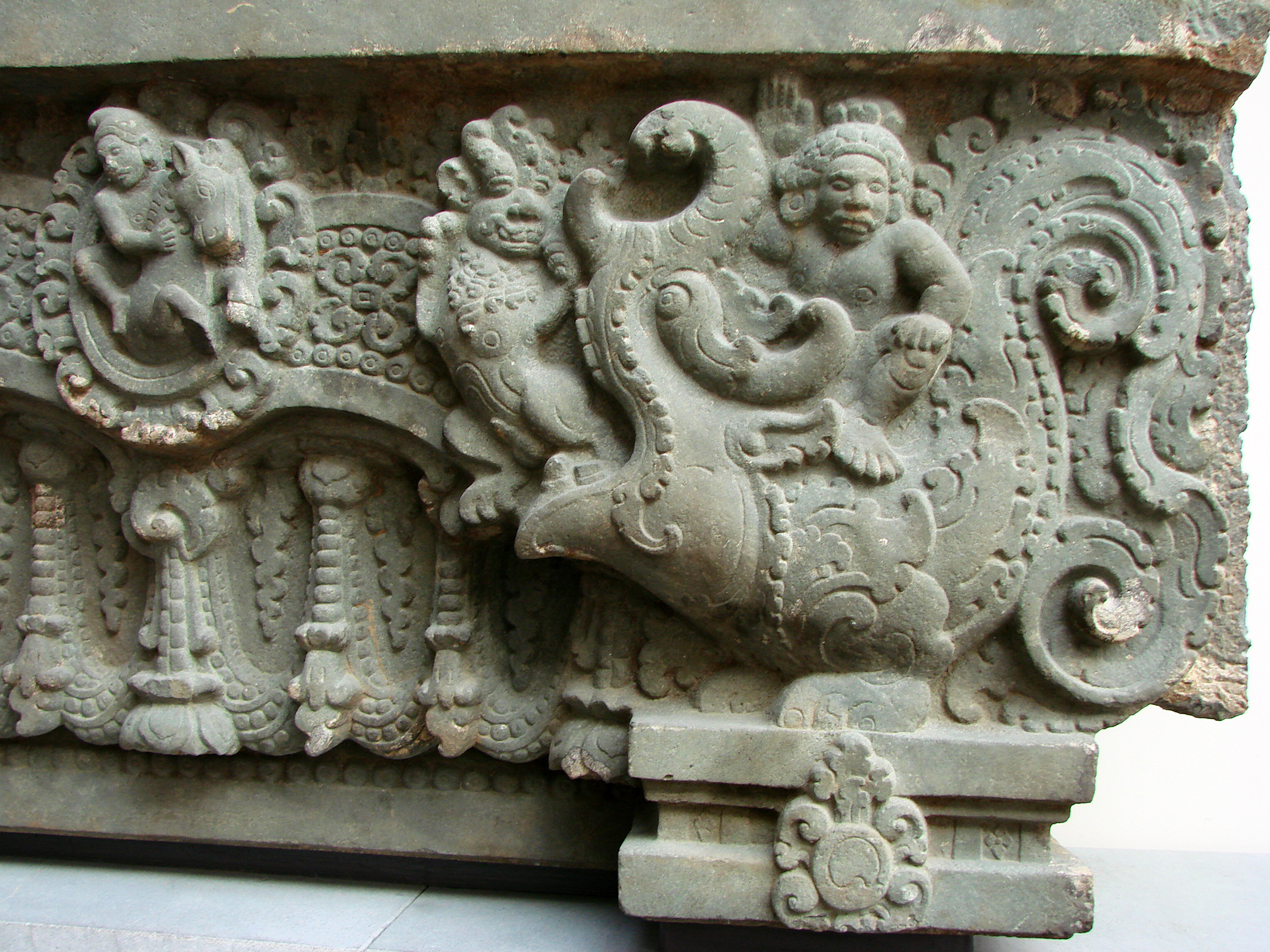
Linteau (VIIe), style de Sambor Prei Kuk
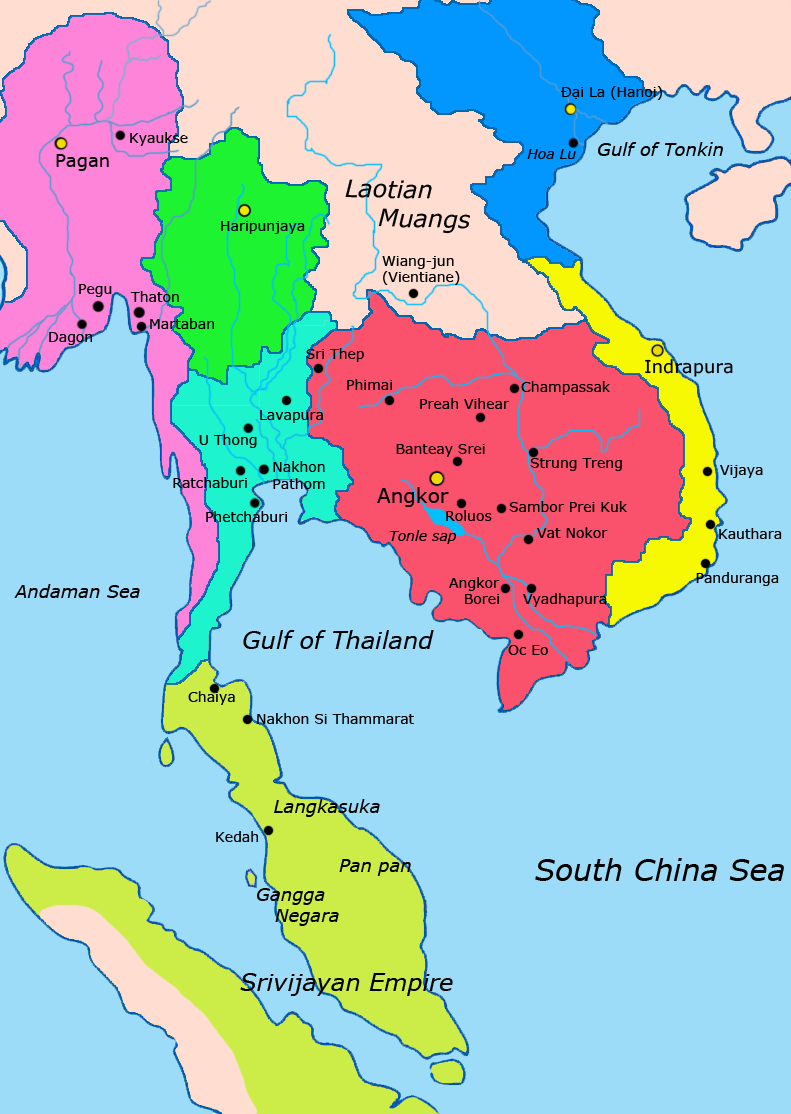
Péninsule indochinoise vers 1050
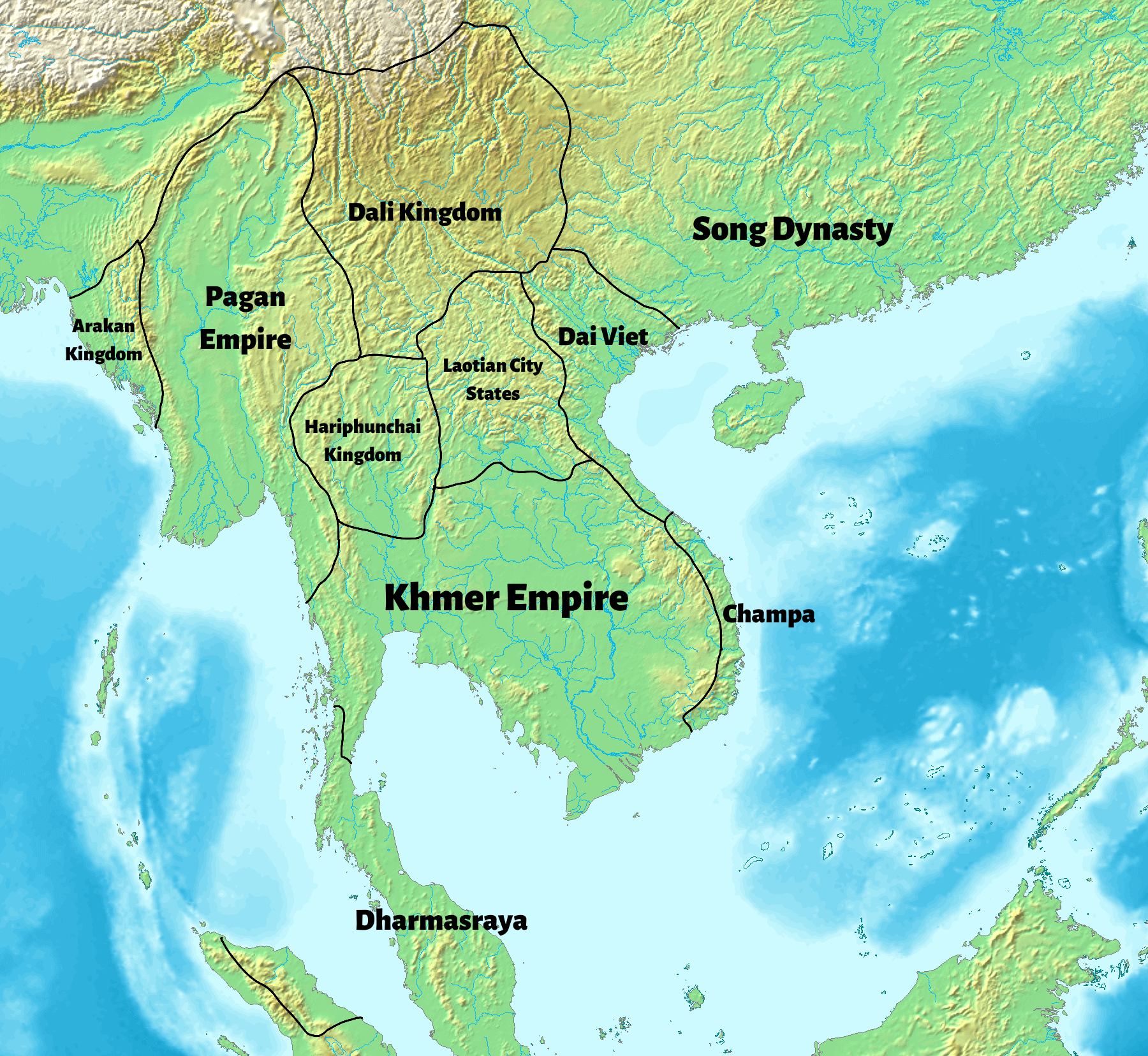
Sud-est asiatique (continental) vers 1100
Expansion de l'hindouisme en Asie

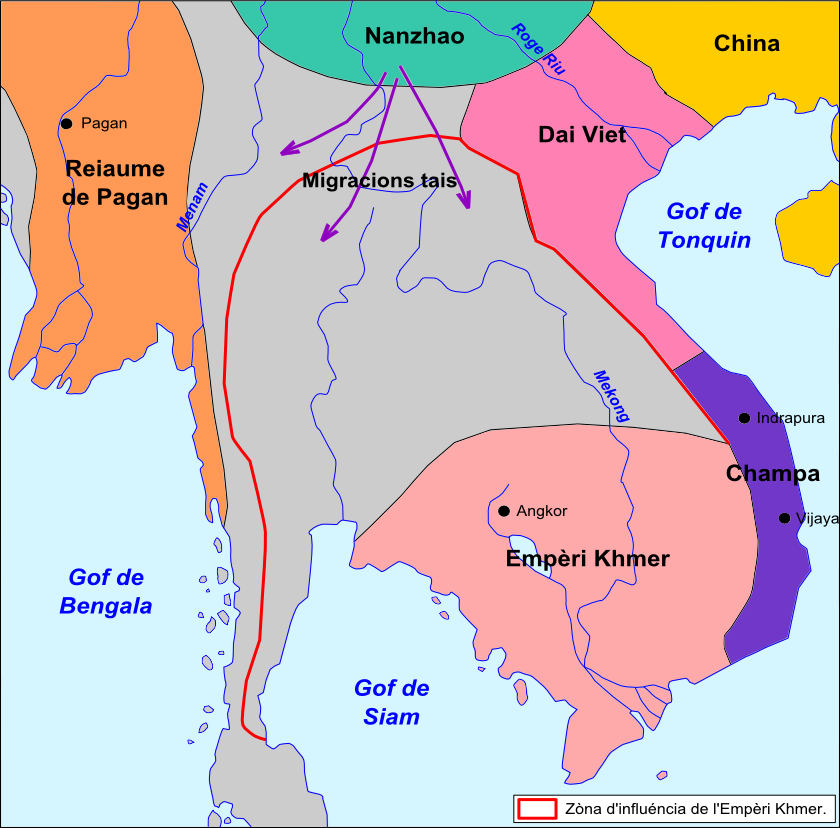
Migrations thaïes au XIIe siècle
Migrations thaïes en détail
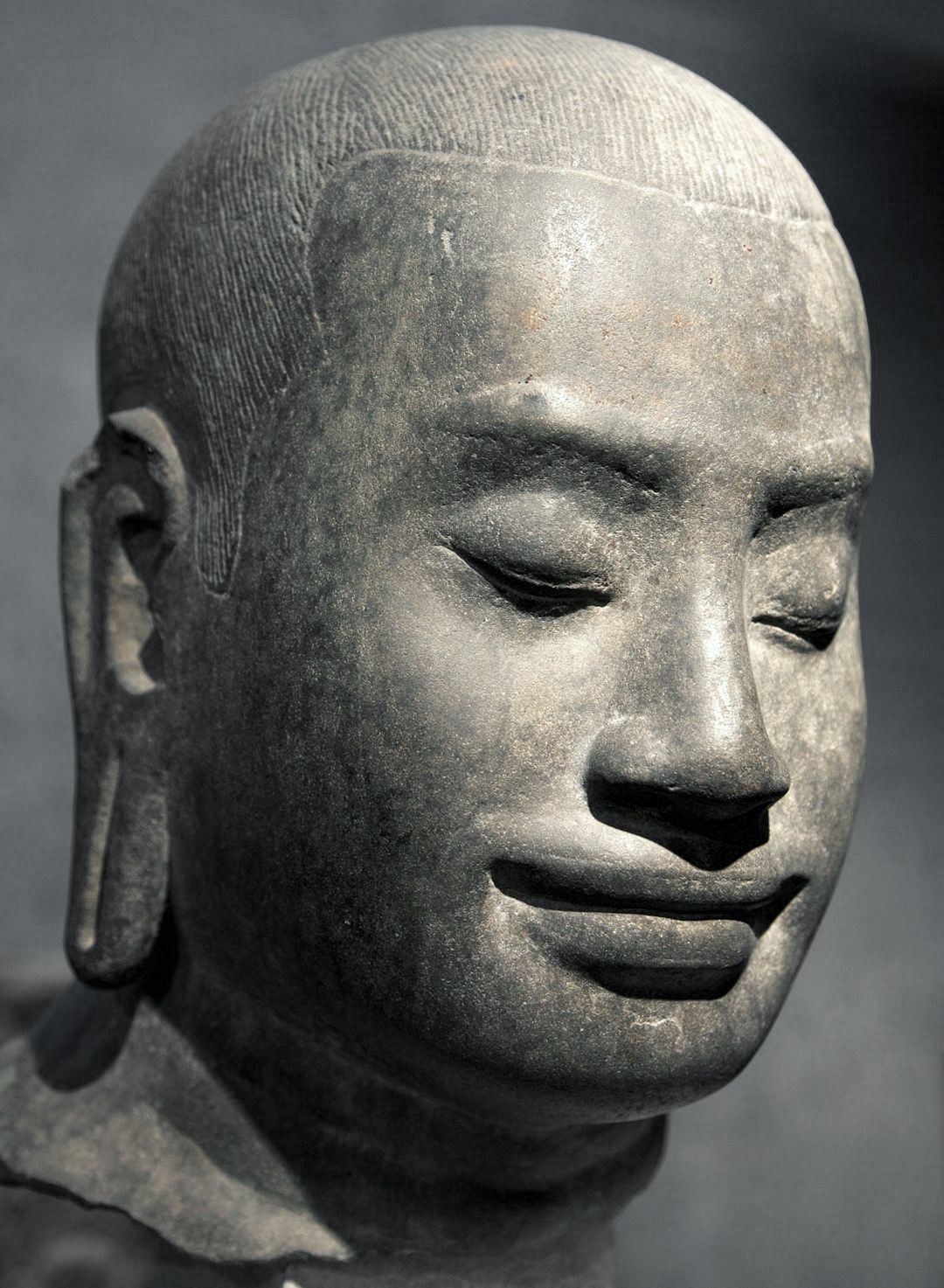
Jayavarman VII (1145-1218)
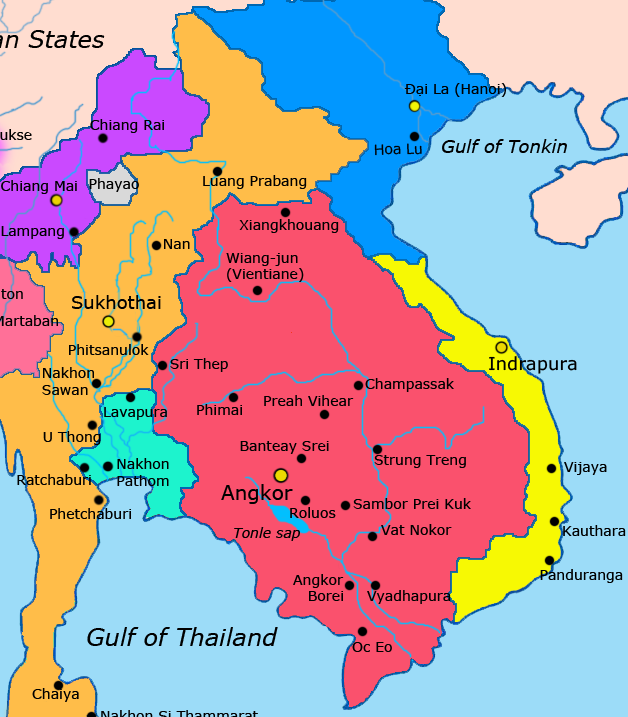
Péninsule indochinoise vers 1300

- Indianisation de la péninsule Indochinoise
- Royaume du Fou-nan (50c-550c), réseau d'anciens royaumes du delta du Mékong
- Royaume de Champa (192-1832), royaume cham indianisé hindouiste (centre Viêt Nam)
- Royaume de Thaton (400/500-1050c, Basse-Birmanie)
- Royaume de Chenla (550-802), ou agrégat de principautés de tout le Sud de la péninsule indochinoise, liste des rois du Chenla
- Culture/royaume/entité Dvâravatî (550-1050, Thaïlande, Birmanie)
- Royaumes môns (550-1050, Birmanie)
- Empire khmer (802-1431, Cambodge))
- Migrations thaïes (650c-950c)
  - Prise de Muang Sua (en) (698, Luang Prabang) par un prince Taï/Lao
  - Royaume de Lanna (1292–1774/1892, Thaïlande-Nord)
  - Royaume de Sukhothaï (1238–1438 Thaïlande Centre-Nord)
  - Légende de Khun Borom (en)
- Royaume de Dali (937–1095, 1096–1253, Yunnan (Chine))

## Royaume du Lan Xang (1353-1707, puis 1707-1779)
Le premier royaume lao historiquement reconnu date du XIVe siècle est le Lan Xang. Son roi s'appelle Fa Ngum, il descend d'un ancêtre plus ou moins légendaire, Khun Borom (en). Le royaume, qui s'étend sur un territoire plus grand que le Laos actuel, porte le nom de Lan Xang, ce qui signifie « (royaume du) million d'éléphants » (et d'une ombrelle, dans la version complète).
Dans les quelques siècles suivants, les souverains du Lan Xang sont souvent en guerre contre les Birmans et les Vietnamiens, dont ils doivent parfois accepter la suzeraineté.
Fā Ngum s'efforce de placer tous les Laos sous son autorité. Il conquiert la plus grande partie du plateau de Khōrāt, ainsi que des territoires qui sont maintenant situés au nord-ouest du Viêt Nam. Il fonde le lat, monnaie de commodité et unité de masse de son royaume.
En 1373, Fā Ngum est renversé à la suite d'une intrigue de cour et remplacé par son fils Um Huean, connu sous le nom de Sām Saen Thai (Chef des 300 000 Thais)
Au début du XVIIIe siècle (1707), le royaume est morcelé en trois entités : le royaume de Luang Prabang, au Nord, le royaume de Vientiane, autour de la capitale actuelle, et le royaume de Champassak, au sud, tout près du Cambodge, autour de l'actuelle Paksé.
En 1768, les royaumes de Vientiane et de Champassak tombent sous domination siamoise.
Dix ans plus tard, les Siamois saccagent Vientiane et emportent le Ph'ra Keo, le Bouddha d'émeraude que l'on peut encore admirer dans le plus célèbre temple de Bangkok.

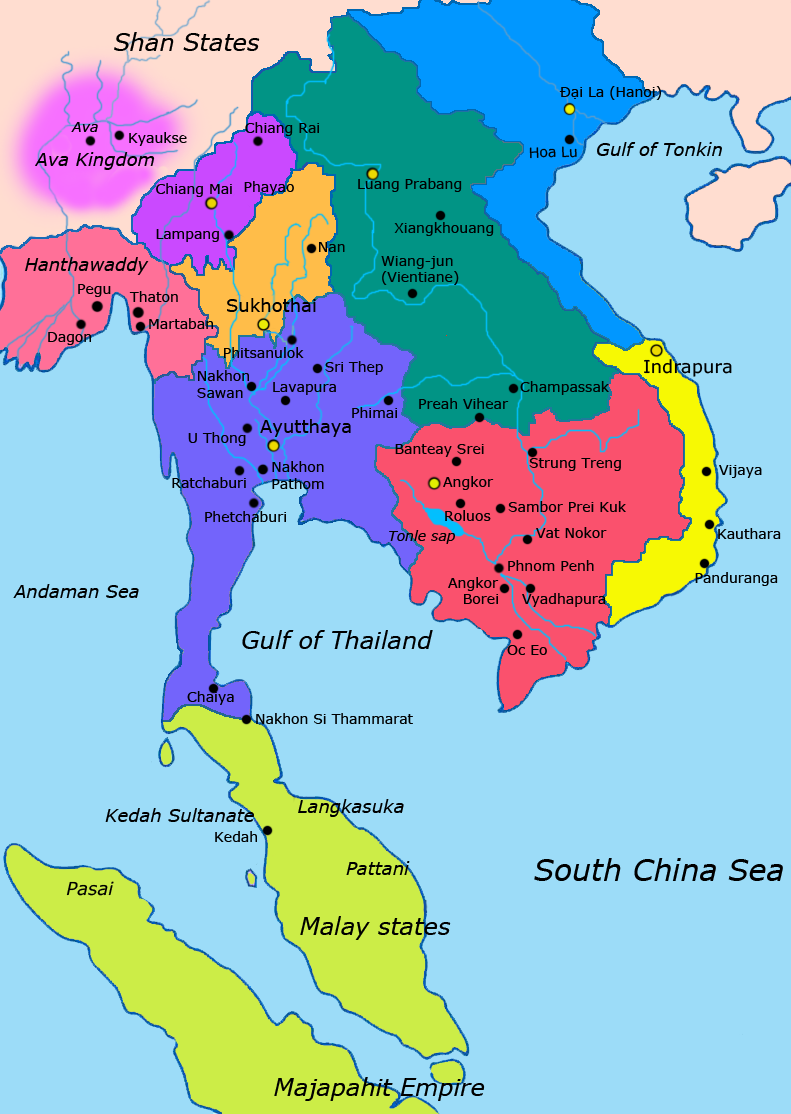
Asie du Sud-Est vers 1400
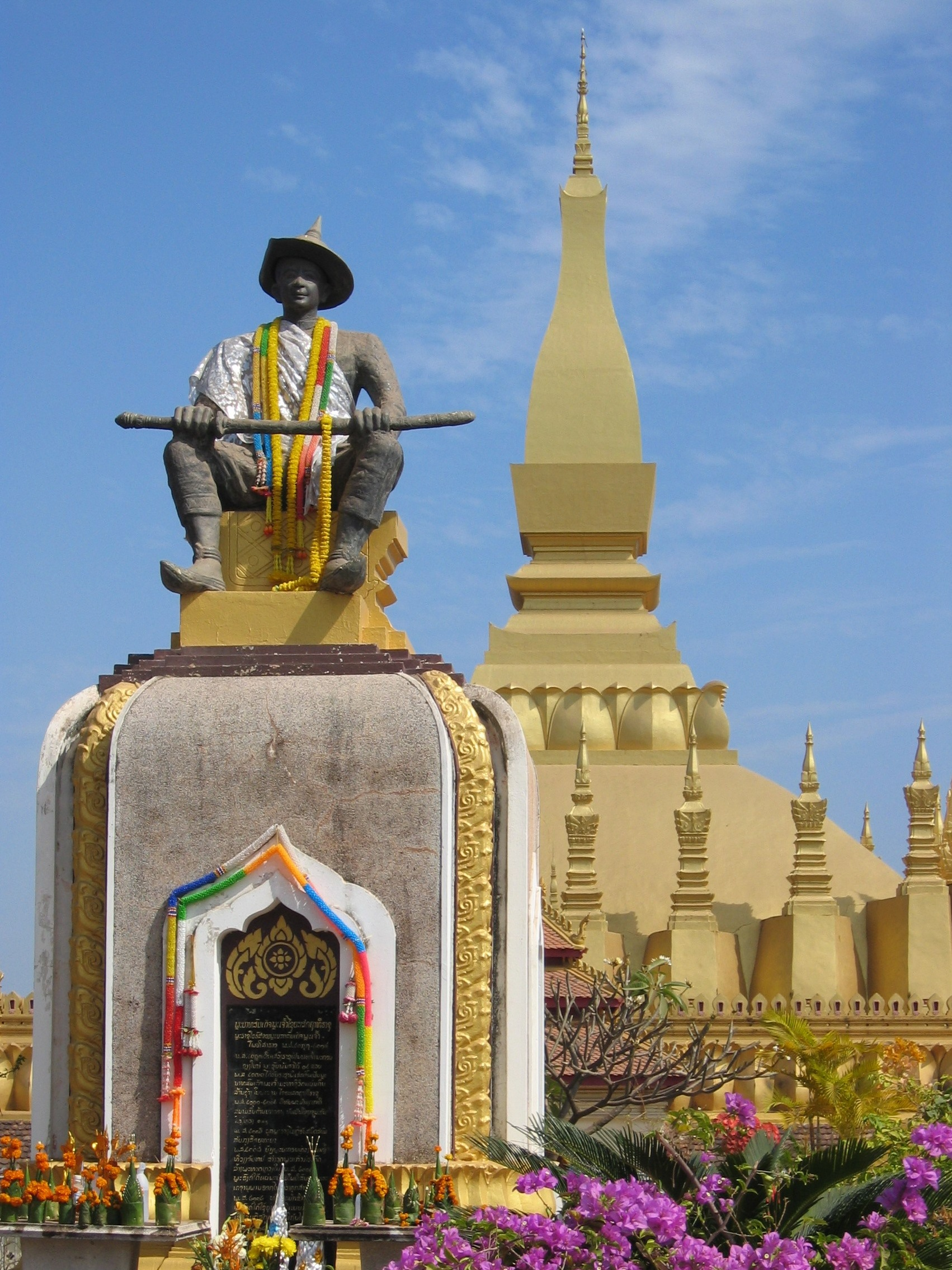
Setthathirath (1534-1571)
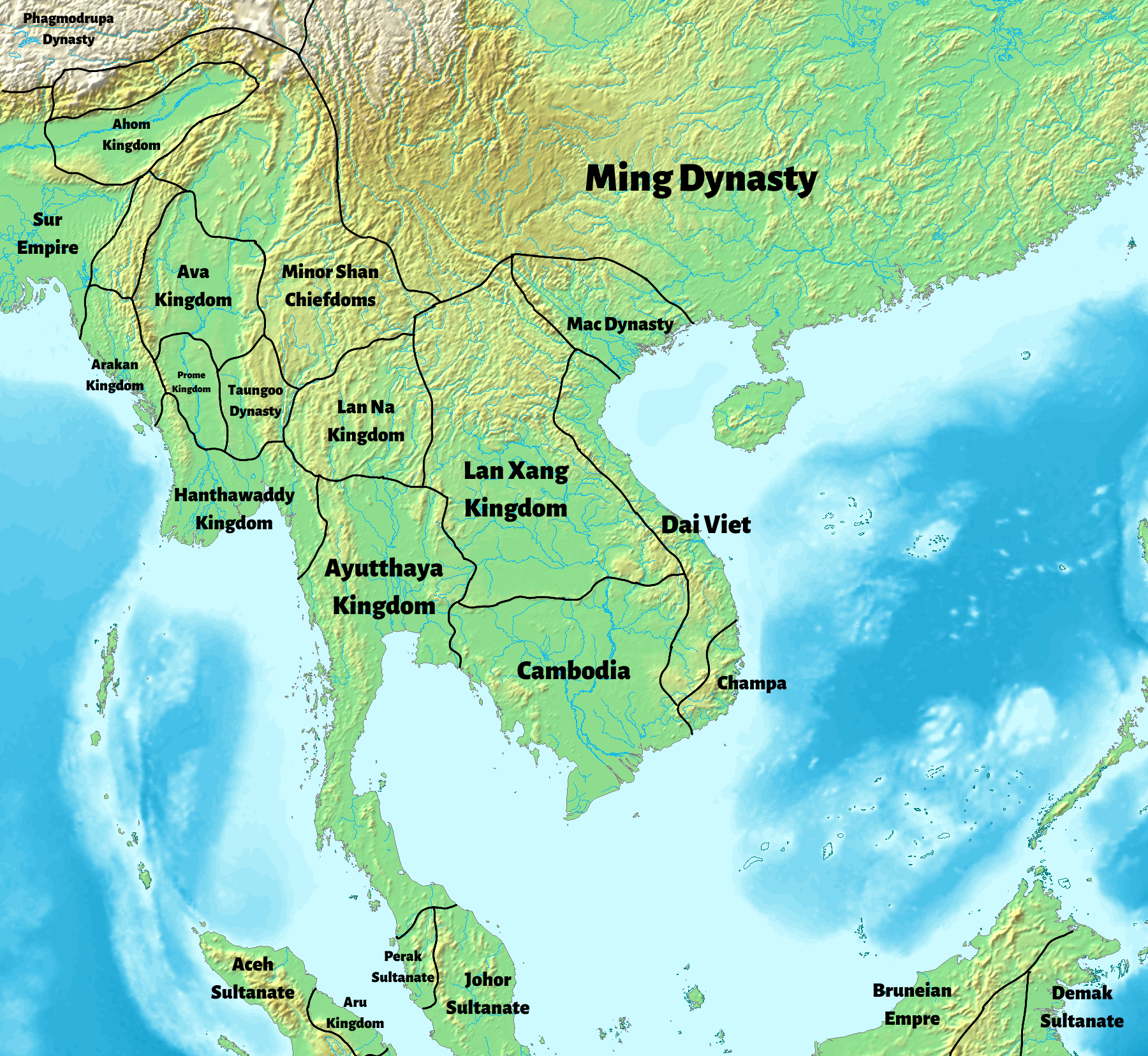
Asie du Sud-Est vers 1540
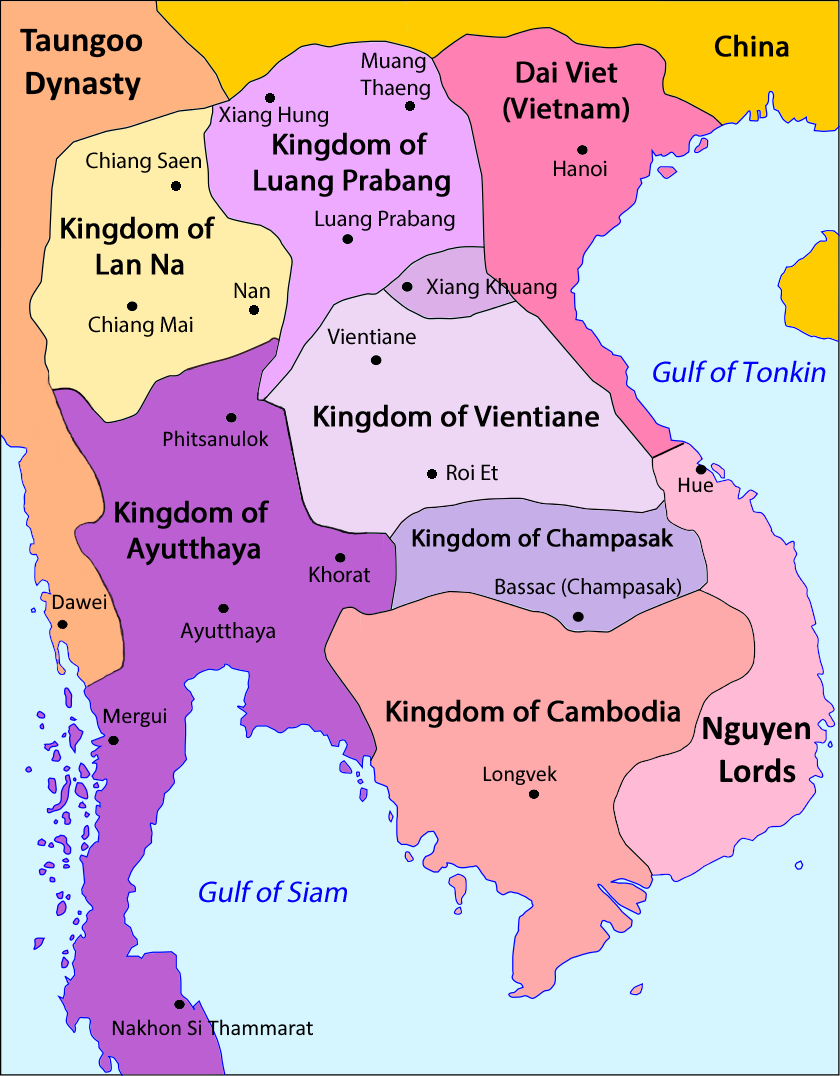
Asie du Sud-Est vers 1750, avec la principauté de Muang Phuan

- Royaume de Luang Prabang (1707-1893), royaume de Vientiane (1707-1828), royaume de Champassak (1713-1904), principauté de Muang Phuan (1707-1899)
- Royaume de Thonburi (1767-1782, Siam), roi Taksin
- Guerre Lao-Siam (1778-1779) (en), invasion du Laos par le Siam

## Domination thaï sur le Laos (1782-1893)
Morcelé, pillé, le Pays Lao entre alors dans une décadence qui se poursuit tout au long du XIXe siècle. Les premiers récits de voyageurs occidentaux datent du XVIIe siècle. C'est alors l'âge d'or du royaume lao, sous le règne du « roi-soleil » lao Souligna Vongsa (1638-1694).
Le marchand hollandais Gerrit van Wuysthoff est ébloui par la magnificence de Vientiane. Dans son journal, pour souligner l'importance du bouddhisme, et en même temps son aspect pacifique, il évoque ces moines « plus nombreux que les soldats de l'empereur d'Allemagne ».
À cette époque, Vientiane attire les moines du Cambodge et du Siam qui viennent y faire leurs études.
C'est vraisemblablement cet ancrage affirmé dans l'histoire qui permet alors aux Lao de conserver un sentiment d'unité puissant, au travers du morcellement politique du XIXe siècle, de la colonisation et des guerres post-coloniales du XXe siècle.
De Luang Prabang à Paksé (ville principale de l'ancien royaume de Champassak), on parle le lao, langue proche du thaï, et on utilise l'alphabet lao, d'origine sanskrite, également proche de l'alphabet thaï.
Au XIXe siècle, c'est à Luang Prabang, mieux protégée par les montagnes, que les descendants de la dynastie des Khun Borom continuent à maintenir la monarchie lao.
Beaucoup plus faibles que leurs voisins, les royaumes lao doivent alors user de toutes les finesses de la diplomatie pour ne pas disparaître purement et simplement.
Mais, à la fin du XIXe siècle, l'histoire de ce pays cesse de se dérouler dans un contexte purement régional.
Les puissances européennes se partagent le monde, et au Sud-Est asiatique, notamment, les Français et les Britanniques se livrent à une intense compétition.
Chassés d'Inde par les Britanniques au XVIIIe siècle, les Français reprennent pied au Viêt Nam en 1858, sous le prétexte de protéger les catholiques.
- Royaume de Rattanakosin (1782–1932, Siam/Thaïlande, roi Rama Ier), État-nation moderne et centralisé, avec États vassaux rebelles
- Rébellion Lao (1826-1828) (en) nationale (Lan Xang) contre le roi de Vientiane
- Anouvong (1767-1829), dernier roi du royaume de Vientiane, figure patriotique controversée
- Guerres Haw (en) (1865-1890) (Siam/Laos/Tonkin)

## Protectorat français (1893-1954)
Depuis le Tonkin (colonie de Cochinchine française, 1862) et le Cambodge (protectorat français du Cambodge (1863)), la présence française existe et se manifeste par la mission d'exploration du Mékong (1866-1868), menée entre autres par Ernest Doudart de Lagrée (1823-1868) et Francis Garnier (1839-1873).
Un des objectifs est d'utiliser la vallée du Mékong, pour rejoindre, par la construction d'une voie ferrée, le Sud de la Chine. Auguste Pavie (1847-1925) est chargé de veiller aux intérêts de la France (et de contrer les avancées britanniques, particulièrement à partir de Chiangmai.

### Instauration du protectorat français
Finalement, dans la péninsule indochinoise, seul le royaume du Siam réussit à préserver son indépendance, alors que les Britanniques étendent leur domination sur la Birmanie et les Français sur le Viêt Nam, le Cambodge et le Laos qui sont progressivement regroupés au sein de l'Indochine française.
Une épreuve de force a lieu avec les Siamois, du fait des prétentions de ces derniers sur le Laos. Des navires de guerre français bloquent Bangkok pour contraindre les Siamois à signer, en 1893, un traité par lequel ils reconnaissent le protectorat que les Français ont instauré au Laos.
Jusqu'en 1946, contrairement au protectorat cambodgien, le Laos ne constitue pas un État centralisé, mais un ensemble de territoires, dont le protectorat français constitue l'unité. Une monarchie siège à Luang Prabang, mais ne détient pas la souveraineté sur l'ensemble des pays lao : protectorat français du Laos.
À la suite des accords de Genève de 1954, les Français rendent aux Lao la pleine souveraineté de leur pays. Si l'on ajoute aux soixante ans de protectorat les vingt années qui suivent, et où la présence culturelle de la France demeure très forte, cela constitue environ quatre-vingts ans de liens relativement forts entre la France et le Laos.

### Présence française peu contestée
Jusqu'en 1940, l'aristocratie Lao accepte volontiers la présence française, qui a empêché l'absorption du pays par le Siam. Les colonisateurs ne remettent jamais en cause la présence du roi dans son palais de Luang Prabang. Ont lieu en revanche, des mouvements de rébellion de la part de certaines minorités montagnardes. Les Français, en effet, mettent en chantier, à partir du début du XXe siècle, la construction d'un réseau routier desservant l'ensemble de l'Indochine, et entendent mettre à contribution les populations locales. La majorité des Lao Loum, Lao Theung et Lao Sung sont accablés par des impôts régressifs et des exigences de corvée pour établir des avant-postes coloniaux. La noblesse trouve préférable la domination française à la domination thaï.
Dans les faits, cette contribution, sous forme de « corvée », repose souvent sur les Lao Theung, déjà en situation de quasi-esclavage vis-à-vis des féodaux Lao auprès de qui ils s'endettent. La révolte la plus sérieuse a lieu entre 1900 et 1910, dans le plateau des Bolovens, au sud du pays : révolte des Bolovens (1901-1936), Ong Keo (en) (?-1910), Ong Kommandam (en) (?-1936). La corvée est abolie par le Front populaire en 1936.
En 1940, le Laos connaît la paix, mais reste très peu développé. 95 % de la population y est analphabète. 12 000 enfants fréquentent des écoles primaires où l'enseignement est donné en français.
Les pagodes transmettent l'usage de l'écriture lao.
Dans le sud du pays, certains colons français ont obtenu des concessions agricoles, la présence française est surtout administrative.
La mise en valeur de l'Indochine est concentrée dans l'actuel Viêt Nam.
Le Laos étant peu peuplé, les Français encouragent les Vietnamiens à s'y installer pour y occuper des emplois de fonctionnaires ou d'ouvriers dans l'exploitation minière.
À part Luang Prabang, les villes de quelque importance, comme Vientiane, Paksé, Savannakhet ou Thakhek, se peuplent d'une forte colonie vietnamienne : les Laotiens semblent bien avoir perdu le contrôle de leur propre pays.
Le faible niveau de scolarisation peut expliquer le caractère tardif du réveil nationaliste lao, qui ne s'exprime guère avant 1945, alors que dans le Viêt Nam voisin, dès le début du siècle, des lettrés s'organisent pour résister à la colonisation, laissant la place dans les années 1920 à toute une palette de mouvements nationalistes parmi lesquels le Parti communiste vietnamien, dirigé par Nguyen Ai Quoc, plus tard connu sous le nom de Hô Chi Minh.
- Colonie de Cochinchine française (1862-1946)
- Protectorat français d'Annam (1883-1948)
- Protectorat français du Tonkin (1883-1948)
- Norodom Ier roi de 1860 à 1904
- Sisavang Vong, roi du Laos de 1904 à 1959
- Ordre du Million d'Éléphants et du Parasol blanc (1909)
- Peuple Tai Lue (en) (et empire Tai Lue)

### Seconde Guerre mondiale et éveil nationaliste
La Seconde Guerre mondiale ébranle la puissance coloniale : la France est contrainte de céder à la Thaïlande, alliée de l'empire du Japon, les provinces situées sur la rive occidentale du Mékong (province de Sayaboury et une partie de la province de Champassak). Pour compenser les pertes des territoires, Jean Decoux, gouverneur général de l'Indochine, réorganise l'administration laotienne, accorde au gouvernement royal de Luang Prabang une autonomie légèrement accrue, et étend sa souveraineté à trois nouvelles provinces, celles du Haut-Mékong, de Xieng Khouang et de Vientiane. Le prince Phetsarath Rattanavongsa est intégré au conseil du roi et dirige une sorte de gouvernement.
Une anecdote est révélatrice du développement du nationalisme lao à cette époque : face aux menaces japonaise et thaïlandaises, les autorités coloniales sont conduites à s'appuyer davantage sur les élites lao. Le directeur de l'instruction publique de Vientiane encourage les jeunes lao cultivés à retrouver les sources de l'identité culturelle lao : littérature, musique, histoire… En 1944, quand le même fonctionnaire français tente de développer l'usage de l'alphabet latin pour écrire le lao, il se heurte à une vigoureuse résistance de la part du prince Phetsarath, Premier ministre à la cour de Luang Prabang. Le prince estime que l'écriture est un élément essentiel de la culture lao, au même titre que la langue et le bouddhisme. Par ailleurs, Phetsarath encourage ses jeunes demi-frères à suivre des études d'ingénieurs en France ; Souvanna Phouma et Souphanouvong, premiers ingénieurs du Laos incarnent jusqu'en 1975 les deux composantes rivales du nationalisme lao, l'une pro-occidentale et l'autre pro-communiste.
- Phetsarath Rattanavongsa (1890-1959), prince, premier ministre, indépendantiste, cofondateur du Lao Issara
- Lao Issara (1945), mouvement nationaliste et indépendantiste laotien (sur le modèle des Khmers Issarak)
- Théâtre d'Asie du Sud-Est de la Seconde Guerre mondiale
  - Expansionnisme du Japon Shōwa (1926-1945), Invasion japonaise de l'Indochine (1940)
  - Guerre franco-thaïlandaise (1940-1941), Coup de force japonais de 1945 en Indochine
  - Royaume de Luang Prabang (fantoche, mars-octobre 1945) (en)

## Guerre d'Indochine: première (1946-1954) et deuxième (1964-1975)
En mars 1945, les Japonais occupent militairement toute l'Indochine française. Sisavang Vong, roi de Luang Prabang, refuse cependant de coopérer avec eux et de décréter comme ils le souhaitent l'indépendance du pays, se trouvant en conflit avec son premier ministre, le prince Phetsarath Rattanavongsa. Le monarque finit par céder sous la pression, et se considère ensuite comme prisonnier. La population locale tend à soutenir le monarque et les Français, et des groupes de soldats français et lao mènent des actions de résistance au Laos contre les Japonais. Entre la capitulation du Japon en août 1945, et le retour des troupes françaises au printemps 1946, le prince Phetsarath forme un gouvernement réunissant les nationalistes lao de toutes tendances, qui prend le nom de Lao Issara (Laos libre). En septembre 1945, les troupes Alliées de la république de Chine commencent à pénétrer au Laos, mais se préoccupent moins de remettre de l'ordre que de piller la récolte d'opium,. En octobre 1945, un coup de force est organisé pour détrôner le roi et décréter l'indépendance du pays, en tant qu'État unifié. Phetsarath est proclamé chef de l'État lao (Pathet Lao). En novembre, le roi est fait prisonnier dans son propre palais. À partir de mars 1946, les Français, épaulés par les hommes du prince Boun Oum, reprennent progressivement pied au Laos, et le gouvernement nationaliste doit se réfugier en Thaïlande, tandis que le roi est remis sur le trône de Luang Prabang.
Entre 1945 et 1980, le Laos connaît une période de guerre pratiquement ininterrompue, mais la vallée du Mékong est davantage épargnée par les combats que les zones montagneuses. Le Laos est par ailleurs réorganisé sous la forme d'un État centralisé. Le 27 août 1946, le royaume du Laos accède à l'autonomie interne au sein de la Fédération indochinoise et de l'Union française. Le gouvernement central est placé sous l'égide de la monarchie de Luang Prabang, avec Sisavang Vong comme souverain.

### Première guerre d'Indochine (1946-1954)
La « première guerre d'Indochine », entre 1946 et 1954, est une guerre de décolonisation menée pour l'essentiel par les communistes vietnamiens, le Việt Minh de Hô Chi Minh, contre les Français.
Une partie des nationalistes laotiens, alliée du Việt Minh, se radicalise dans la lutte contre les Français et s'intègre durablement dans le mouvement communiste mondial.
En août 1950, Souphanouvong fonde, avec le soutien du Việt Minh, le gouvernement provisoire du Pathet Lao.
Une autre partie du peuple laotien, farouchement anticommuniste, soutient les Français, tels les milliers de partisans rattachés au GCMA (puis GMI).
En 1953, la France accorde au Laos son indépendance, mais la division régulière 312 de l'Armée populaire vietnamienne, force armée du Việt Minh, passe la frontière du Laos avec le soutien de la petite guérilla du Pathet Lao.
Les communistes laotiens gagnent, le contrôle d'une zone étendue, comprenant le plateau des Bolovens au sud et plusieurs provinces du nord.
La victoire du Việt Minh à la bataille de Diên Biên Phu, en 1954, précède une conférence internationale à Genève qui entérine la division en Viêt Nam entre deux États vietnamiens : la république démocratique du Viêt Nam (Nord Viêt Nam), communiste, et l'État du Viêt Nam (Sud Viêt Nam), remplacé l'année suivante par la république du Viêt Nam, où l'influence des États-Unis se substitue rapidement à celle de la France.
Pour le Laos, la conférence confirme la monarchie constitutionnelle mise en place par les Français depuis 1947, mais reconnaît officiellement le Pathet Lao, dont les forces militaires sont autorisées à se regrouper dans deux provinces du Nord-Est.
Sans doute trouve-t-on dans les deux camps des patriotes partisans de l'union, pour le plus grand bien du pays.
En particulier, le parti neutraliste lao (en), conduit par le prince Souvanna Phouma, prône la neutralité entre les camps pro-américains et communistes et veut tenir le Laos à l'écart du conflit vietnamien.
Mais le contexte géopolitique régional et mondial prend le pas sur les enjeux purement laotiens et donne raison aux plus intransigeants.
Le Pathet Lao n'accepte pas le contrôle du gouvernement royal sur ses deux provinces ; pas plus que les militaires de droite n'ont accepté les extensions militaires du Pathet Lao.
Fondé officiellement en 1955, le parti communiste laotien, ou Parti du peuple lao, forme secrètement le noyau dirigeant du Pathet Lao.
Un gouvernement d'union nationale, formé en 1962 entre les trois partis pro-américains, neutralistes et communistes, vole rapidement en éclat.

### Deuxième guerre d'Indochine (1964-1975)
La deuxième guerre d'Indochine, ou guerre du Viêt Nam, commence quelques années plus tard après un coup d'État pro-américain en 1964 : jusqu'à 500 000 soldats américains sont engagés au Sud-Vietnam pour tenter de contrer les maquis communistes qui reçoivent du Nord une aide massive.
La piste Hô Chi Minh, réseau de routes et de sentiers que les Nord-Vietnamiens empruntent dans les montagnes de la cordillère annamitique, pour ravitailler leurs alliés Vietcongs du Sud-Vietnam, est située en territoire laotien.
Pendant des années, les bombardiers américains basés en Thaïlande s'emploient à bloquer cette artère vitale pour les communistes Vietnamiens.
Entre 1964 et 1974, le Laos devient le pays le plus bombardé de l'histoire, si l'on rapporte les bombardements au nombre d'habitants : pendant 10 ans, le pays subit une mission de bombardement toutes les sept minutes.
Les Américains aident massivement le gouvernement royal, qui autorise en échange la CIA à installer des bases dans les montagnes et à recruter parmi les minorités montagnardes des mercenaires qui vont mener des actions de commandos contre les Nord-Vietnamiens et leurs alliés Pathet Lao.
De 1954 à 1974, le Pathet Lao parvient néanmoins à étendre sa zone d'influence à la majorité des zones montagneuses, aidé en cela par une intervention directe mais camouflée des troupes régulières nord-vietnamiennes.

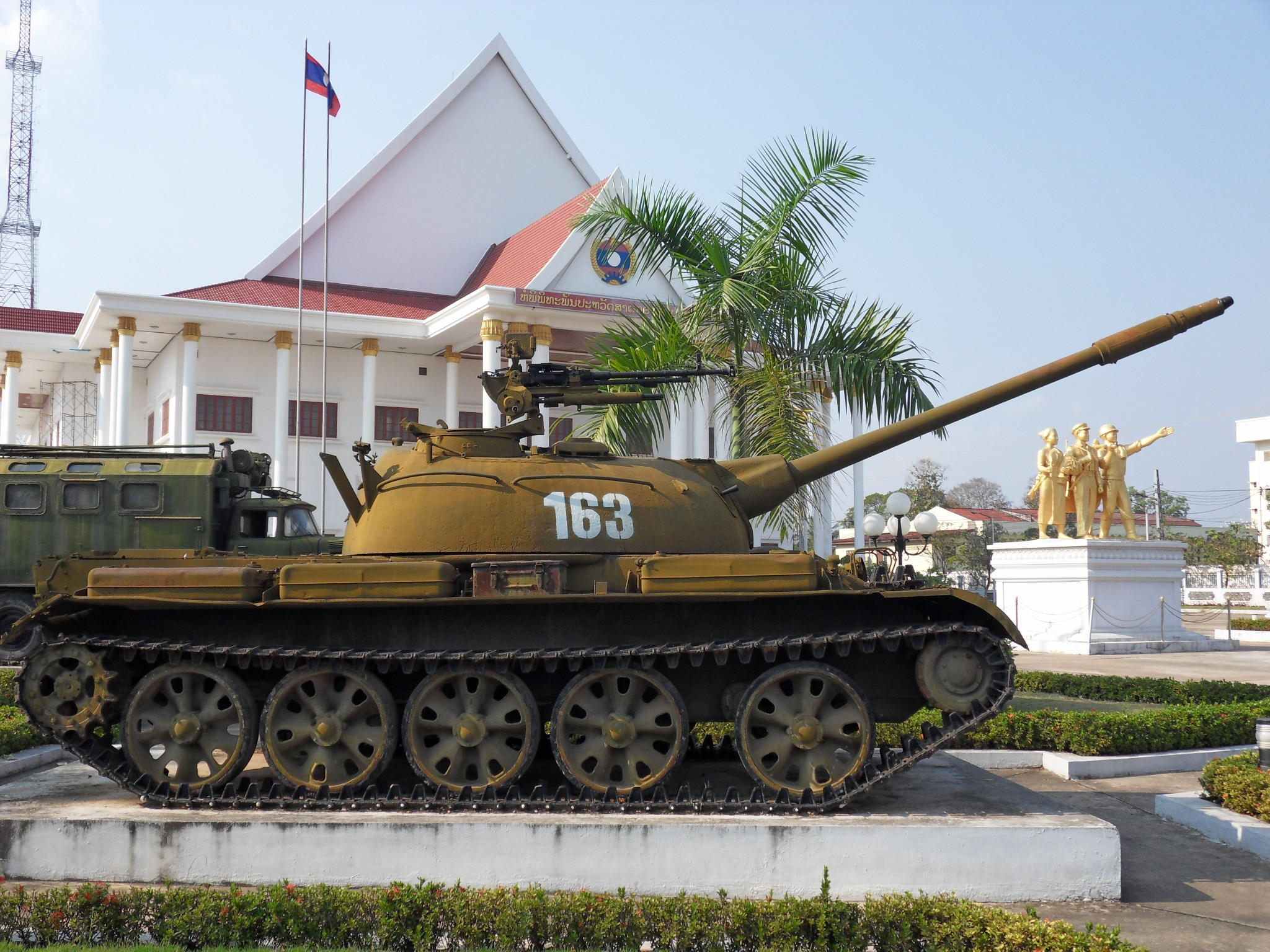
Char léger chinois Type 62 utilisé par les forces du Pathet Lao en 1971-1973 (Musée de l'armée de Vientiane).

Dans le Laos entraîné par le destin dans un conflit qui n'est pas vraiment le sien, les minorités ethniques montagnardes sont, d'un côté comme de l'autre, en première ligne.
La CIA américaine enrôle massivement les Hmongs, dirigés par le général Vang Pao, dans ses forces spéciales.
La CIA envoie par avion instructeurs et agents dans les montagnes laotiennes, transportant également l'opium des Hmong à destination de la capitale, Vientiane, afin de financer cette guerre - ceci au moment où les États-Unis s'engagent officiellement dans la « guerre contre la drogue ».
Du côté Pathet Lao, on trouve une majorité de Lao Theung, qui forment une grande partie de la population du territoire contrôlé par le Pathet Lao.
Mais on trouve également beaucoup de Lao Theung dans les rangs des forces spéciales et dans les rangs des FAR, les Forces armées royales.
Le conflit fait plusieurs dizaines ou centaines de milliers de morts et beaucoup de réfugiés,.
Pendant cette période (1954-1974), les Français réussissent à maintenir leur influence à travers le rôle considérable qu'ils jouent encore (comme Jean Deuve) dans l'encadrement de secteurs comme l'éducation, la justice, la santé et même la formation militaire.
Le chef de file de la droite neutraliste, le prince Souvanna Phouma, premier ministre presque sans interruption entre 1951 et 1975, francophile par sa formation et son mariage, maintient volontairement l'influence française, qui n'est pas balayée par l'engagement massif des Américains dans le domaine militaire et économique.
Il arrive ainsi à faire monter les enchères de l'aide étrangère.
Le Laos est alors le pays le plus aidé au monde, par habitant ; quelques grandes familles s'enrichissent considérablement, mais l'ensemble de la population en profite également.
Ainsi, malgré la guerre, on peut noter au cours de cette période des progrès considérables dans le domaine de l'éducation et de la santé.
- Lao Issara (1945), mouvement nationaliste indépendantiste lao
- Royaume du Laos (1946-1975)
- Histoire du Laos depuis 1945 (en) (en)
- Guerre civile laotienne (1953-1975)
- Accords de Genève (1954)
- Guerre du Viêt Nam (1955-1975)
  - Invasion nord-vietnamienne du Laos (1958-1959)
  - Zone vietnamienne démilitarisée, piste Hô Chi Minh, activités de la CIA au Laos

## Prise du pouvoir par les communistes (1975)

### Signature des accords de Paris (1973): cessez-le-feu
En février 1973, suivant d'un mois la signature des accords de Paris qui prévoient un cessez-le-feu précaire au Sud-Vietnam, les accords de Vientiane instaurent également au Laos un cessez-le-feu, et à partir de 1974, la formation d'un gouvernement d'union nationale. Cet accord est dans l'ensemble bien accueilli par la population qui aspire à une réconciliation nationale.
Cependant, au début de l'année 1975, les communistes du Cambodge et du Viêt Nam prennent le pouvoir. À leur suite, les communistes laotiens, sous la conduite de Kaysone Phomvihane, dirigeant du Parti révolutionnaire du peuple lao depuis les années 1950, écartent les autres tendances du pouvoir dans le courant de l'année 1975.

### Instauration du communisme (1975)
Dès la fin de l'année 1975, il devient clair que la période de réconciliation nationale est terminée. Profitant notamment de la maladie du premier ministre neutraliste Souvanna Phouma, le Pathet Lao s'arroge la totalité du pouvoir au cours d'un processus parfois désigné sous le nom de « révolution de soie ». La monarchie est abolie, et le Laos prend le nom officiel de République démocratique populaire lao. Souphanouvong devient président de la République et le secrétaire général du Parti révolutionnaire populaire lao, Kaysone Phomvihane, est nommé premier ministre. Le roi Savang Vatthana, la reine et le prince héritier sont arrêtés et meurent quelques années plus tard dans un camp de rééducation. Plus de 40 000 Laotiens sont envoyés dans des camps. La répression touche une partie très importante de l'administration et de l'armée qui avait collaboré avec les Américains et les Français; elle perdure de nos jours, notamment avec le génocide des Hmongs une ethnie minoritaire du Laos alliée des troupes françaises (GCMA/GMI) puis américaines (CIA), extermination se traduisant par une vraie chasse à l'homme (poursuite dans les jungles, viols, tortures, meurtres...). On estime à 30 000 le nombre de ceux qui sont alors envoyés en samana, ces « séminaires » qui sont en fait des camps de rééducation. Pour ceux qui ont la chance d'en revenir, les séjours en samana se prolongent plusieurs années.
Une des conséquences de cette politique sectaire et répressive est l'exode de près de 10 % de la population, débordant ainsi largement la classe aisée et les couches dotées d'une certaine instruction. Entre 350 000 et 400 000 personnes choisissent l'exil entre 1975 et 1987. Le gros de l'émigration a lieu dans les trois premières années; en mai 1978, environ 8 % de la population a déjà fui le pays, soit un pourcentage huit fois supérieur à celui observé au Viêt Nam voisin. À la fin des années 1970, les Laotiens représentent la majorité des réfugiés installés dans des camps à la frontière thaïlandaise. 75 % des exilés choisissent de s'établir aux États-Unis, au Canada, ou en France. Certains, n'étant pas autorisés à partir pour l'Occident, transitent jusqu'à quinze ans dans les camps. Un accord entre la Thaïlande et le Laos finit par donner l'autorisation de rentrer au Laos à un quota de 300 personnes par mois.
Dans les années qui suivent la prise de pouvoir du Pathet Lao, tout est à reconstruire. C'est une période très dure pour les Laotiens. Le nouveau gouvernement doit rebâtir un pays meurtri par les bombardements, et dont l'économie désastreuse avait tenu par l'aide américaine, jusqu'en 1975. La Thaïlande, alliée des États-Unis, impose un embargo qui étrangle l'économie. Avec la victoire communiste, les Occidentaux retirent leurs aides. Ainsi, le travail dans la fonction publique était peu envié. Les instituteurs écrivent leurs propres manuels. À cela s'ajoute une série de catastrophes naturelles : sécheresse en 1976, inondations de 1977 et 1978. La production agricole chute. Le commerce interdit, on le pratique en cachette pour survivre. Beaucoup traversent le Mékong. Pour certains, c'est le temps des désillusions. En 1978, la nourriture manque cruellement dans la capitale.
Le communisme instauré au Laos, sans atteindre comme au Cambodge les sommets de la barbarie, démoralise une bonne partie de la population rurale par des méthodes autoritaires complètement inadéquates. Le nouveau pouvoir est, de surcroît, soumis à une forte influence de la part du Viêt Nam (réunifié en 1976 sous le nom de république socialiste du Viêt Nam).
Sous l'ancien régime, le peuple était victime d'abus personnels ou de la concussion des fonctionnaires, et d'une façon plus générale, de la gestion globale de la société par l'aristocratie, qui, pour établir sa domination, utilisait des éléments extérieurs tels que la culture française ou le dollar américain. Mais le peuple n'était menacé individuellement que rarement. Par ailleurs, il pouvait trouver un recours dans le jeu d'influence respectif que les grandes familles entretenaient entre elles ou par l'intermédiaire d'une pression morale de la pagode.

### L'autonomie villageoise
Chose très remarquable, il existait, aussi bien dans l'ancien royaume de Lan Xang que dans le royaume Lao contemporain, une véritable autonomie villageoise dans laquelle l'État s'ingérait peu : un conseil mixte de village, formé par l'ensemble des chefs de famille et les bonzes, détenait l'autorité politique qu'un chef de village, choisi par élection parmi les chefs de famille, exerçait par délégation pour coordonner les activités économiques et socio-culturelles de la communauté villageoise et servir d'intermédiaire auprès de l'État. C'était lui, par exemple, qui percevait les impôts et désignait les familles corvéables. Mais l'État qui était représenté localement par un tiao muong (chef de district) ne s'immisçait qu'exceptionnellement dans les affaires du village. Ainsi, presque 90 % de la population laotienne pouvait bénéficier de cette cellule politique privilégiée, démocratique et souveraine, qu'était le village traditionnel. La grande nouveauté, sous le nouveau régime, était le fait que l'État avait forcé les portes des villages…
- Front unifié de lutte des races opprimées (1964-1992)

## Retour à la paix et au capitalisme sous domination communiste (1986)
En 1986, le congrès du Parti introduit le « nouveau mécanisme économique », basé sur la décentralisation, l'initiative privée et la vérité des prix. Quelques années plus tard, la chute du communisme en URSS vide de tout son sens l'appartenance au bloc communiste, mais le Laos reste un régime à parti unique dont les dirigeants ont vécu ce qu'ils appellent « la guerre de 30 ans, de 1945 à 1975 ».
Dépourvu de constitution depuis la proclamation de la République en décembre 1975, le Laos ne commence la préparation d'une constitution qu'en 1989, pour finalement adopter le texte en 1991.
En décembre 1987, un bref conflit frontalier éclate avec la Thaïlande.
Si l'on peut considérer qu'aujourd'hui le Laos vit en paix, de nombreuses provinces ont connu pour certaines la guerre, et pour d'autres une forte insécurité jusqu'au début des années 1990. Jusqu'à la fin des années 1970, de très violents affrontements ont eu lieu entre les Hmongs et les forces régulières nord-vietnamiennes et laotiennes. Beaucoup de Hmongs sont tués, d'autres réussissent à gagner la frontière thaïlandaise, d'autres enfin constituent des bandes d'irréguliers qui sévissent encore au début des années 1990.
Beaucoup des émigrés ayant traversé le Mékong ont gagné les pays occidentaux, mais certains essaient de mener des actions de guérilla à partir du territoire thaïlandais. La province de Paksane demeure ainsi longtemps dans l'insécurité. Jusqu'au début des années 1990, des groupes de résistance animés par d'anciens militaires ont fait de cette région un des hauts lieux de la résistance au nouveau régime.
Les petits groupes de Patikan (partisans), mobiles et connaissant parfaitement le pays, opèrent alors parfois en liaison avec des groupes de Hmongs descendus du nord. Leur principale motivation semble avoir été l'opposition à l'occupation vietnamienne.
Jamais la résistance laotienne, partagée en de multiples tendances et groupes ethniques, servant de faire-valoir à quelques anciens dirigeants qui rêvaient de rétablir un régime discrédité aux yeux de la majorité des laotiens, n'a pu réaliser une certaine unité
En 1999, alors que les troupes vietnamiennes ont regagné leur pays (seuls, quelques groupes de « travailleurs » participent aux grands chantiers du Laos), les quelques attentats ou actes de sabotage relèvent plus du banditisme que d'une résistance organisée.

## Le pays Lao en 1999

### Une relative prospérité
La nouvelle politique économique conduite depuis 1986 et la paix qui s'est étendue progressivement à tout le pays se sont traduites par une relative prospérité. Entre 1986 et 1996, la croissance moyenne du PIB est de 6,4 % par an, moyenne qui recouvre bien entendu de grandes disparités.
Les régions montagneuses qui ont connu un certain nombre de fléaux naturels n'ont guère profité de cette embellie. Le Laos a pu bénéficier d'une aide internationale assez diversifiée (Thaïlande, Australie, Chine, Europe, Japon).

Le pont de l'amitié lao-thaïlandaise en mars 2006.

En avril 1994, on a inauguré le pont de l'amitié lao-thaïlandaise, premier pont transfrontalier sur le Mékong, qui symbolise en quelque sorte l'ouverture sur le monde. Plusieurs projets hydroélectriques de grande importance ont été initiés : les possibilités du Laos sont riches en ce domaine, il peut vendre de l'électricité à la Thaïlande. De fait, l'électricité est le premier produit d'exportation devant l'agriculture, le bois, l'étain et les textiles.
Il n'empêche que, jusqu'à présent, la balance commerciale est largement déficitaire, du fait d'un très faible développement de l'industrie.
Malgré la croissance économique constatée depuis 1986, la situation dans les domaines de l'éducation et de la santé est inférieure à ce qu'elle était au début des années 1970. Le départ massif des élites éduquées entre 1976 et 1980 fait encore sentir ses effets.

### La crise asiatique
En 1997 et 1998, le Laos a subi de plein fouet ce qu'on a appelé la crise économique asiatique même si, en dehors de la vallée du Mékong, une économie de subsistance peu monétarisée a protégé la majorité de la population contre une grave contagion.
La Thaïlande, premier pays frappé par la crise, était le premier investisseur au Laos. La globalité des investissements étrangers est passée de 1,2 milliard de dollars en 1995 à 150 millions en 1997. Entre juillet 97 et fin 98, le kip laotien est passé de 900 kips à 4200 kips pour un dollar, il a également perdu la moitié de sa valeur par rapport au baht thaïlandais. Tous les produits importés, ne serait-ce que l'essence, deviennent inabordables pour la population. En 1998, la croissance était tout juste positive.

## XXIesiècle

### Les problèmes économiques et financiers
Le passage au capitalisme et l'intégration régionale s'accélèrent au XXIe siècle.
Le Laos accueille en 2004 le dixième sommet de l'Association des nations de l'Asie du Sud-Est (ASEAN), dont il est membre depuis 1997.
La Lao Securities Exchange (bourse de Vientiane), ouverte le 10 octobre 2010, commence ses cotations le 11 janvier 2011.
Le 2 février 2013, le Laos adhère à l'Organisation mondiale du commerce.
Entre les années 1980 et la fin des années 2010, l’État laotien prélevait fort peu d’impôts et fournissait peu de services aux citoyens. Durant le début des années 2020, du fait de l'accroissement de la dette nationale et de la prolongation d'une crise financière, l’État a massivement réduit le nombre de fonctionnaires en vue de faire des économies. Fin avril 2024, le ministère de l’Énergie et des Mines laotien a admis que près de la moitié des entreprises minières du pays ne répondaient pas conformément aux normes de réglementation ou à leurs obligations contractuelles.

### Les problèmes environnementaux
On ne saurait passer sous silence de nombreux problèmes écologiques qui se posent au Laos de 1999.
La déforestation, due aussi bien à l'exploitation forestière qu'à la pratique de la culture sur brûlis (« ray »), a déjà commencé à provoquer l'érosion et la dégradation des sols tropicaux.
Les minorités montagnardes qui pratiquent le « ray » résistent à la sédentarisation.
L'exploitation des minerais provoque une pollution de l'eau des rivières.
Les immenses lacs de barrages en engloutissant des milliers d'hectares conduisent à la disparition de certaines espèces animales.

### Les dangers

#### Munitions non explosées
Environ 30% du territoire laotien est encore pollué par des munitions non explosées, principalement par les bombes à sous-munitions largués par l'armée américaine pendant la guerre qui n'ont pas explosé à l’impact.
Selon le gouvernement laotien, au moins 20 000 Laotiens ont été tués ou blessés par des munitions non explosées depuis la fin de la guerre.
Les restes explosifs de guerre (REG) ont fait la plupart des victimes, suivis des mines terrestres, puis des armes à sous-munitions qui ont fait 15 % des victimes.
Actuellement, 50 personnes sont tuées ou mutilées chaque année par des munitions non explosées.
Des ONG travaillent avec les autorités du Laos pour déminer le pays mais il faudra encore plusieurs décennies avant d'y parvenir,.

#### Patrimoine historique
L'ancienne capitale royale, Luang Prabang, a été promue « ville du patrimoine mondial » et bénéficie de ce fait des subsides de l'UNESCO pour sa restauration.
Ceci ne doit pas masquer les menaces que font peser sur l'héritage culturel et le mode de vie lao et le développement du tourisme et la proximité de la Thaïlande : l'irruption de la télé thaïe est un fait majeur dans l'évolution actuelle du Laos.

#### Persécution des Hmongs
Comme l'atteste le reportage de Grégoire Deniau pour Envoyé spécial, le conflit hmong se poursuit à l'heure actuelle. Cette population isolée a été bannie par les autorités pour avoir lutté contre le communisme pendant trente ans aux côtés des Occidentaux ; une partie a réussi à émigrer dans les démocraties occidentales mais les peuplades montagnardes restantes sont pourchassées par les armées laotiennes et vietnamiennes qui patrouillent sur l'habitat historique des Hmongs ; les derniers survivants sont confinés dans un espace interdit et continuent de résister pour leur survie.

#### Culture
- Culture du Laos, Laos dans l'art et la culture
  - Langues au Laos, langues du Laos (une centaine)
  - Groupes ethniques au Laos (48 minorités)
  - Thèmes religieux au Laos
  - Musique laotienne, danse dramatique du Laos, art lao, littérature laotienne, cinéma laotien
  - Liste du patrimoine mondial au Laos
  - Liste du patrimoine culturel immatériel de l'humanité au Laos
  - Liste de musées au Laos (en), Musée national du Laos
  - Littérature francophone de l'Indochine française
- Bibliothèque nationale du Laos (en)

#### Histoire
- Sphère culturelle chinoise
- Archéologie du Laos (en), Grotte de Tam Pa Ling, Site de Tham An Mah (en), script Tai Noi (en), plaine des Jarres
- Royaume de Lan Xang (1353-1707), liste des rois du Lan Xang

1700
- Royaume de Luang Prabang (1707-1893), royaume de Vientiane (1707-1828), royaume de Champassak (1713-1904), Principauté de Muang Phuan (1707-1899)
- Rébellion Lao (1826-1828) (en) nationale (Lan Xang) contre le roi de Vientiane
- Royaume de Rattanakosin (1782–1932, Siam/Thaïlande), État-nation moderne et centralisé, avec États vassaux rebelles
- Guerres Haw (en) (1865-1890) (Siam/Laos/Tonkin)

1890
- Guerre franco-siamoise de 1893
- Protectorat français du Laos (1893-1954), Norodom Ier roi de 1860 à 1904
- Indochine française (1899-1954), Liste des gouverneurs de l'Indochine française
- Révolte des Bolovens (1901-1936, rébellion du saint homme), Lao Theung et Alak, Ong Keo (en) (?-1910), Ong Kommandam (en) (?-1936)

1940
- Théâtre d'Asie du Sud-Est de la Seconde Guerre mondiale, régime de Vichy (1940-1944)
  - Expansionnisme du Japon Shōwa (1926-1945), Invasion japonaise de l'Indochine (1940)
  - Guerre franco-thaïlandaise (1940-1941), Coup de force japonais de 1945 en Indochine
  - Royaume de Luang Prabang (fantoche, mars-octobre 1945) (en)
- Guerre d'Indochine (1946-1954)
- Royaume du Laos (1946-1975), Armée royale du Laos (1950-1975)
- Guerre civile laotienne (1953-1975), Pathet Lao, Armée populaire lao
- Résolution 109 du Conseil de sécurité des Nations unies (1955)
- Guerre du Viêt Nam (1955-1975)
  - Zone vietnamienne démilitarisée, piste Hô Chi Minh, activités de la CIA au Laos
- Front unifié de lutte des races opprimées (1964-1992)
- Guerre de l'opium (1967, Nord-Ouest du Laos) (en)

1975
- Gouvernement royal lao en exil (en) depuis 2003
- Troisième guerre d'Indochine (en) (en) = guerre sino-vietnamienne (1975-1991)
- Conflit hmong (1975-présent, guerre civile)
- Conflit frontalier entre le Laos et la Thaïlande (1987-1988)
- Allégation de complot du coup d'État laotien de 2007 (en)

#### Société
- Démographie du Laos
- Économie du Laos, kip, couloir économique Est-Ouest
- Politique au Laos, Assemblée nationale (Laos), liste des Premiers ministres du Laos
  - Président de la république démocratique populaire du Laos, vice-président du Laos (en)

#### Voisinage
- Histoire de l'Asie du Sud-Est insulaire et péninsulaire
  - Histoire de la Birmanie
  - Histoire du Cambodge
  - Histoire de la Malaisie (Malaisie péninsulaire)
  - Histoire de la Thaïlande
  - Histoire du Viêt Nam (parfois rattaché, pour des raisons culturelles, à l'Asie de l'Est)